# Malik Moore
Malik Moore (Thomson, 29 febbraio 1976) è un ex cestista statunitense, professionista nella NBDL e in Europa.